# 丹羽長裕
丹羽 長裕（にわ ながひろ）は、陸奥国二本松藩の第11代（最後）の藩主。官位は従五位。丹羽家第12代。のち子爵。

## 経歴
出羽国米沢藩主・上杉斉憲の九男として誕生した。母は高松藩主・松平頼恕の娘。幼名は頼丸。正室は先代藩主・丹羽長国の長女・峯。
二本松藩は奥羽越列藩同盟に加わり、官軍とされた新政府軍（西軍）と戦ったが、各地で敗戦した。明治元年（1868年）12月7日、藩主・長国は新政府から隠居を命じられた。また、知行は半減となり、石高は5万石となった。同年12月26日、上杉斉憲の九男・長裕は、その養子として家督を相続した。
明治2年（1869年）6月19日、版籍奉還により二本松藩知事に就任する。明治3年（1870年）12月20日、藩政の一部を参事に任せ、東京に遊学することを願う。同年12月25日、明治政府から遊学を許可される。1884年7月8日に子爵を叙爵した。
明治19年（1886年）に死去し、跡を実弟の長保（斉憲十一男）が継いだ。
二本松藩藩主を務めた丹羽氏の墓所は、菩提寺の大隣寺（福島県二本松市）と青山墓地（東京都）の丹羽家墓所に分かれており、長裕の墓は長国とともに青山墓地にあったが、2024年（令和6年）に大隣寺に新たに整備される丹羽家墓所に移設してまとめられることになった。

## 家族
父母
- 上杉斉憲（実父）
- 郁姫 ー 松平頼恕の娘（実母）
- 丹羽長国（養父）

妻
- 峯 ー 丹羽長国の長女

子女
- 丹羽芳子 ー 岩城隆邦継室

養子
- 丹羽長保 ー 実弟